# 1200
1200 (MCC) fue un año bisiesto comenzado en sábado del calendario juliano.
Es el año 1200 de la era común y del anno Domini, el año 200 del segundo milenio, el centésimo y último año del siglo XII y el primer año de la década de 1200. 

## Acontecimientos
- Treviño pasa a Castilla tras la victoria que el rey castellano Alfonso VIII obtuvo en la guerra que mantuvo contra el rey Navarro Sancho VI el Sabio.
- Privilegios reales de la Universidad de París.
- El Imperio Kanem-Bornu se establece en el norte de África alrededor del año 1200
- Victoria mongola sobre China Septentrional.
- Nace la Cultura inca en el Cusco, Perú.
- El Imperio Inca funda la ciudad de Cuzco.
- Empieza la construcción de Tula en México.
- Empieza la construcción de la catedral de Vitoria.
- Fecha aproximada de composición del Cantar de mio Cid.
- En Port-Mort (Francia) se produce la boda entre Luis VIII de Francia y Blanca de Castilla.
- Raimundo VI de Tolosa se casa con Leonor de Aragón, hermana de Pedro II de Aragón. Alianza del Condado de Tolosa con la Casa de Barcelona.
- El papa Inocencio III canoniza a la emperatriz Cunegunda de Luxemburgo (975-1040).
- El papa Inocencio III nombra a Cencio Savelli como cardenal-sacerdote de San Juan y Pablo.
- Felipe II de Francia, presionado por el papa, anuló su matrimonio ilegítimo con Inés de Merania y se casó con Ingeborg de Dinamarca.
- Comienza la extracción de mineral del estaño en los Montes Metálicos.
- Después de recorrer Aquitania con un ejército para hacer valer su derecho sobre el territorio, Juan I de Inglaterra se casa con Isabel de Angulema en Burdeos.
- Los iroqueses invaden lo que hoy en día es Ohio partiendo desde el norte.
- El rebelde boyardo Ivanko es capturado y ejecutado por el general bizantino Alejo Paleólogo.
- Las tribus Cherokee y Catawba libran una gran batalla en las Montañas Marrones de la actual Carolina del Norte.
- Comienza la construcción de la ciudad megalítica de Nan Madol en Pohnpei en Micronesia.
- La cultura taína se desarrolla en la actual Jamaica.
- En la Tratado de Péronne entre el rey francés Felipe II de Francia y el conde Balduino I de Constantinopla de Flandes reciben sus conquistas en Artois. El 23 de febrero, Balduino comienza los preparativos para una nueva cruzada.
- En el Tratado de Goulet, el rey Felipe II de Francia y el rey inglés Juan I de Inglaterra se reconcilian. En el tratado, el rey francés aceptó a Juan como heredero de las posesiones territoriales del Imperio angevino. A cambio, Juan reconoce al rey francés como su señor feudal de sus posesiones en Francia. Tiene que ceder algunas de las zonas fronterizas de su imperio, como el condado de Évreux , la mayor parte de Vexin y Berry al rey francés. A cambio, el sobrino de Johann, Arturo I de Bretaña cede a sus reclamaciones de herencia y tomar el juramento de feudo a su tío como duque de Bretaña.
- El arzobispo Hubert Walter corona a Isabel de Angulema como Reina de Inglaterra en la Abadía de Westminster.
- El rey Canuto VI de Dinamarca promulga la ley sobre homicidio involuntario, que regula las penas y los recursos por homicidio involuntario. Esta ley es una de las primeras promulgaciones demostrables de legislación real en Dinamarca.
- Núremberg recibe los derechos de ciudad.
- Se construyen los castillos de Lockenhaus, Frauenfeld, Ramsberg, Rethmar y Ried, en Alemania.

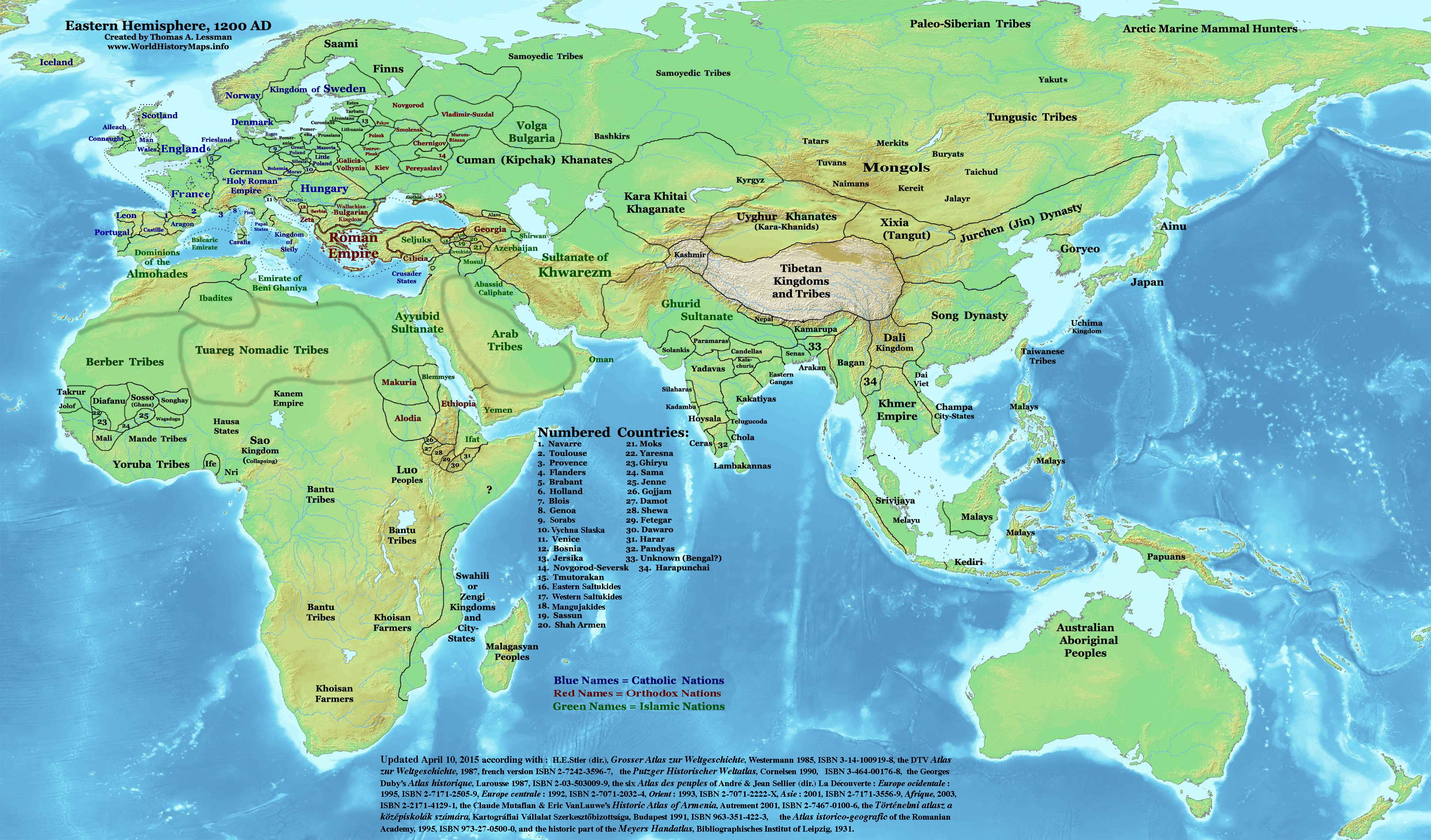
Eurasia al comienzo de las invasiones mongolas, h. 1200.

## Nacimientos
- 19 de enero: Dōgen, maestro budista japonés (f. 1253).
- 1 de mayo: Constanza de León, aristócrata española, hija del rey Alfonso IX.
- Al-Abhari, matemático, astrónomo y filósofo persa iraní (f. 1265).
- David de Augsburgo, sacerdote y escritor religioso franciscano alemán (f. 1272).
- María de Avesnes, aristócrata francesa, condesa de Blois (f. 1242).
- Andrea da Grosseto, erudito y escritor italiano (f. ¿?).
- Aron Hjörleifsson, guerrero islandés en la guerra civil (f. 1255).
- Constanza de León, aristócrata y religiosa española (f. 1242).
- Bianca Lancia, aristócrata italiana (f. 1233), amante del rey Federico II Hohenstaufen.
- Ulrich von Liechtenstein, poeta y aristócrata alemán (f. 1278).
- Arnulfo de Lovaina, religioso y poeta francés (f. 1250).
- Masanari, príncipe japonés.
- Adam Marsh, franciscano inglés (f. 1259).
- Bonifacio II de Montferrato, aristócrata italiano (f. 1253).
- Guillermo de Montgrí, aristócrata y religioso español (f. 1273).
- Beatriz de Nazaret, religiosa belga (f. 1269).
- Mateo de París, monje benedictino e historiador inglés (f. 1259).
- Moisés de Coucý, teólogo, rabino y religioso judío francés, autor del Smag (f. 1274).
- Cunegunda de Suabia, aristócrata alemana, esposa del rey de Bohemia (f. 1248).
- Alix de Thouars, aristócrata inglesa, duquesa de Bretaña (f. 1221).
- Helena de Veszprém (Magyar Boldog ilona), monja católica  húngara, tutora de la princesa Margarita de Hungría (f. 1270).
- Reinmar von Zweter, músico y poeta alemán (f. 1248).
- Alberto Magno, teólogo y científico alemán (f. 1280).
- Cunegunda de Suabia, reina consorte de Bohemia (f. 1248).
- Dōgen, maestro budista japonés fundador de la escuela Sōtō del Zen (f. 1253).
- Luis IV, Landgrave de Turingia (f. 1227).
- Pierre de Montreuil, arquitecto francés (f. 1267).
- Guillaume de Lorris, poeta francés (f. 1238).
- Hugolino de Gualdo Cattaneo, ermitaño y abad agustino italiano (f. 1260).
- Eusebio de Esztergom, religioso húngaro fundador de la Orden de San Pablo Primer Eremita (f. 1270).
- Athir al-Din al-Abhari, filósofa, astrónoma, astróloga y matemática iraniana (f. 1265).
- John FitzAlan, barón feudal del condado de Shropshire (f. 1240).
- Ingerd Jakobsdatter, noble danés (f. 1258).
- Adam Marsh, franciscano inglés, erudito y teólogo (f. 1259)
- Isaac ben Moses of Vienna, rabino alemán (f. 1270).
- Mindaugas, gobernante de Lituania (f. 1263).
- William of Sherwood, filósofo, lógico y profesor escolástico inglés medieval (f. 1272).

## Fallecimientos
- 2 de febrero, Albert II de Cuijk, Príncipe-obispo de Lieja (Bélgica).
- 24 de septiembre, Heinrich Walpot von Bassenheim, primer Gran Maestre de la Orden Teutónica.
- Heinrich von Veldeke, poeta neerlandés.
- Zhu Xi, erudito chino confuciano.
- Adalberto III de Bohemia, arzobispo de Salzburgo.
- Svatopluk Jemnický, Príncipe de Brno.
- Emperador Guangzong de Song, 12º emperador de la dinastía Song.
- Gilbert Hérail, duodécimo Gran maestre de la Orden del Temple.
- Odo de Canterbury, teólogo y abad de Battle